# Phylloscyrtus vittatus
Phylloscyrtus vittatus är en insektsart som beskrevs av Gerstaecker 1863. Phylloscyrtus vittatus ingår i släktet Phylloscyrtus och familjen syrsor. Inga underarter finns listade i Catalogue of Life.